# Gerald McBoing Boing
Gerald McBoing Boing – amerykańsko-kanadyjski serial animowany, który swoją światową premierę miał 22 sierpnia 2005 roku na kanale Cartoon Network. W Polsce premiera serialu odbyła się 12 października 2011 roku na kanale Boomerang w bloku Cartoonito.

## Fabuła
Serial opisuje perypetie sześcioletniego chłopca Geralda, który do porozumień nie używa słów, tylko dźwięków. Wraz z rodzicami i przyjaciółmi przeżywa niesamowite i niezwykłe przygody.

## Bohaterowie
- Gerald – główny bohater kreskówki.
- Mama i Tata – rodzice Geralda.
- Janeczka – przyjaciółka Geralda.
- Jakub – przyjaciel Geralda.

## Obsada
- Linda Ballantyne – Mama Geralda
- Patrick McKenna – Tata Geralda
- Samantha Weinstein – Janeczka
- Joanne Vannicola – Jakub

## Odcinki
- Serial liczy 28 odcinków (z czego 14 odcinków wyprodukowano).
  - W  serial był emitowany od 22 sierpnia 2005 roku na kanale Cartoon Network.
  - W  serial był emitowany od 29 sierpnia 2005 roku na kanale Teletoon.
  - W  serial był emitowany od 12 października 2011 roku na kanale Boomerang w bloku Cartoonito, a od 6 marca 2017 roku na kanale Top Kids.